# Giovanni Mazzonis
Giovanni Mazzonis (né le 29 juin 1888 à Turin dans le Piémont et mort le 26 juin 1966 dans la même ville) était un joueur et dirigeant de football italien.

## Biographie

### Joueur
Giovanni Mazzonis, d'origine noble (il était en fait baron) et surnommé Staline, arrive en tant que joueur dans le club piémontais de la Juventus lors de la saison 1909[réf. nécessaire]. 
Il joue son premier match contre le Andrea Doria le 23 février 1908 lors d'une défaite 1-0 (son seul et unique but arrive le 1er mars 1908 lors d'un nul 1-1 contre Pro Vercelli), et son dernier match contre l'Inter de Milan le 11 février 1912 lors d'une défaite 4-0[réf. nécessaire].

### Président
C'est lors de la saison 1931-32 qu'il devient le nouveau bras droit du président juventino de l'époque, Edoardo Agnelli.
En 1935, il devient le 15e président de la Juventus, succédant au propriétaire en place depuis 1923, Edoardo Agnelli (mort dans un accident d'avion). Il y reste une année et laisse la place en 1936 à Emilio de la Forest de Divonne, gardant tout de même une place dans la direction du club. En 1940, il est limogé de ses fonctions par de la Forest de Divonne sous la pression du secrétaire fédéral Gazzotti qui désirait pour le club turinois une direction entièrement fasciste.